# Szpital św. Łukasza na Malcie
Szpital św. Łukasza (malt. L-Isptar San Luqa, ang. St. Luke’s Hospital) – były szpital ogólny, usytuowany na wzgórzu Gwardamanġa w miejscowości Pietà na Malcie.

## Historia
W 1927 zamówiony został projekt szpitala na 350–450 łóżek, który wykonał brytyjski architekt Charles Holden. Kamień węgielny szpitala został położony 5 kwietnia 1930 przez ówczesnego gubernatora Malty Johna Du Cane’a w obecności premiera Geralda Stricklanda. Do 1937 przewidywane zapotrzebowanie na łóżka zostało zwiększone do 510. Postęp w budowie szpitala był powolny z powodu napotkanych trudności technicznych. W 1939, na początku II wojny światowej, szpital był nadal niekompletny, a prace zostały zawieszone. Podczas wojny szpital doznał zniszczeń wojennych, jeden blok został mocno zbombardowany. Niższe piętra, piwnica i sale szpitalne na parterze zostały szybko uporządkowane i przygotowane na 200 łóżek, aby pomieścić przypadki chorób zakaźnych. W okresie powojennym stopniowo przenoszono inne oddziały do szpitala, a sekcję medyczną przeniesiono w 1946. W 1957 w szpitalu było ogółem 546 łóżek, rozłożonych w następujących oddziałach: chirurgia (4 oddziały, 120 łóżek), medycyna ogólna (4 oddziały, 120 łóżek), ginekologia (1 oddział, 30 łóżek), położnictwo (2 oddziały, 42 łóżka), ortopedia (2 oddziały, 60 łóżek), pediatria (2 oddziały, 40 łóżek), laryngologia (2 oddziały, 62 łóżka) oraz 2 nieprzydzielone oddziały (60 łóżek). Zasugerowano jednak, że liczba łóżek w szpitalu powinna zostać zwiększona do 750, zgodnie z rosnącym zapotrzebowaniem chorych na usługi szpitalne.
Główną inwestycją szpitala św. Łukasza był w 1979 budynek Karin Grech Hospital, otwarty dla specjalizacji położniczej i ginekologicznej, pediatrycznej, okulistycznej i laryngologicznej. Ten nowy szpital, położony na terenach szpitala św. Łukasza, dzięki czemu mógł w pełni korzystać z wszelkich jego placówek badawczych, umożliwił reorganizację i remont oddziałów, co pozwoliło zwiększyć liczbę łóżek w kompleksie szpitalnym św. Łukasza do 1100.

W tym momencie uznano za nieopłacalne planowanie dodatkowych łóżek w szpitalu, a dalszy rozwój obiektów szpitalnych koncentrował się na lepszym zarządzaniu i poprawie działań pomocniczych.
Na początku lat 90. XX wieku zainicjowano politykę mającą na celu odnowienie i zmniejszenie liczby łóżek w szpitalu św. Łukasza poprzez budowę „powiększenia” na 500 łóżek w pobliżu Uniwersytetu Maltańskiego w pewnej odległości od szpitala. Planowano ukończenie budowy nowego szpitala w 1997, i przeniesienie tam wszystkich oddziałów ze szpitala św. Łukasza, pozostawiając go wyłącznie jako centrum chirurgiczne. W szpitalu Karin Grech przebywałyby ostre przypadki psychiatryczne, podczas gdy pacjenci onkologiczni pozostaliby w Sir Paul Boffa Hospital.
Propozycja nowego szpitala wywołała głośny sprzeciw ze strony lekarzy i innych sektorów społeczeństwa. W 1997 dokonano przeglądu ogólnej polityki szpitala w świetle poprzednich decyzji i stanu trwającego programu budowy. Po przeanalizowaniu kilku opcji, zapoczątkowano nową politykę, zgodnie z którą nowy szpital w Tal-Qroqq, położony w pobliżu terenów uniwersyteckich, zwiększy liczbę łóżek do około 800 dla wszystkich specjalności, a szpital św. Łukasza zostanie odnowiony, aby służyć jako szpital rekonwalescencyjny i opieki dla osób starszych.
Pod koniec 2007 szpital św. Łukasza przestał być głównym szpitalem ogólnym na Malcie; zastąpił go nowo wybudowany szpital Mater Dei.

## Wygląd
Główne wejście do szpitala tworzy brama z trzema otworami, które prowadzą na otwartą przestrzeń. Szpital składa się z wielu masywnych bloków, połączonych blokami połączeń z korytarzami. Budynki ozdabiają pionowe okna na wszystkich piętrach.

## Ochrona dziedzictwa kulturowego
Od 28 grudnia 2012 budynki szpitala wpisane są na listę National Inventory of the Cultural Property of the Maltese Islands.